# Cratere Palitzsch
Palitzsch è un cratere lunare di 41,87 km situato nella parte sud-orientale della faccia visibile della Luna.